# Episodi di Mannix (ottava stagione)
L'ottava stagione della serie televisiva Mannix è stata trasmessa in anteprima negli Stati Uniti d'America dalla CBS tra il 22 settembre 1974 e il 13 aprile 1975.
| nº | Titolo originale                | Titolo italiano | Prima TV USA      | Prima TV Italia |
| -- | ------------------------------- | --------------- | ----------------- | --------------- |
| 1  | Portrait in Blues               |                 | 22 settembre 1974 |                 |
| 2  | Game Plan                       |                 | 29 settembre 1974 |                 |
| 3  | A Fine Day for Dying            |                 | 6 ottobre 1974    |                 |
| 4  | Walk on the Blind Side          |                 | 13 ottobre 1974   |                 |
| 5  | The Green Man                   |                 | 20 ottobre 1974   |                 |
| 6  | Death Has No Face               |                 | 27 ottobre 1974   |                 |
| 7  | A Small Favor for an Old Friend |                 | 10 novembre 1974  |                 |
| 8  | Enter Tami Okada                |                 | 17 novembre 1974  |                 |
| 9  | Picture of a Shadow             |                 | 24 novembre 1974  |                 |
| 10 | Desert Sun                      |                 | 1º dicembre 1974  |                 |
| 11 | The Survivor Who Wasn't         |                 | 15 dicembre 1974  |                 |
| 12 | A Choice of Victims             |                 | 22 dicembre 1974  |                 |
| 13 | A Word Called Courage           |                 | 5 gennaio 1975    |                 |
| 14 | Man in a Trap                   |                 | 12 gennaio 1975   |                 |
| 15 | Chance Meeting                  |                 | 19 gennaio 1975   |                 |
| 16 | Edge of the Web                 |                 | 2 febbraio 1975   |                 |
| 17 | A Ransom for Yesterday          |                 | 9 febbraio 1975   |                 |
| 18 | The Empty Tower                 |                 | 16 febbraio 1975  |                 |
| 19 | Quartet for Blunt Instrument    |                 | 23 febbraio 1975  |                 |
| 20 | Bird of Prey: Part 1            |                 | 2 marzo 1975      |                 |
| 21 | Bird of Prey: Part 2            |                 | 9 marzo 1975      |                 |
| 22 | Design for Dying                |                 | 23 marzo 1975     |                 |
| 23 | Search for a Dead Man           |                 | 6 aprile 1975     |                 |
| 24 | Hardball                        |                 | 13 aprile 1975    |                 |